# Священник

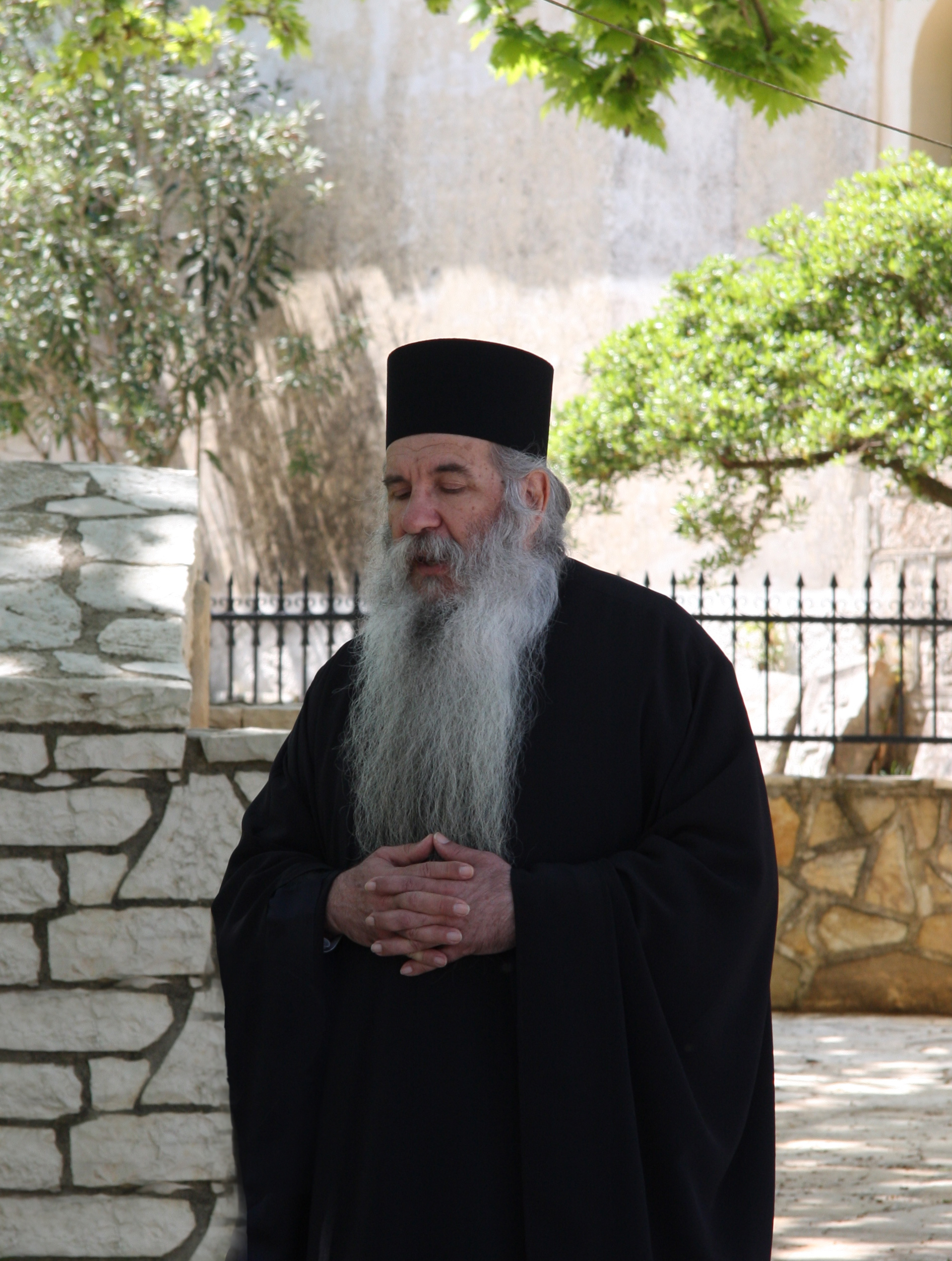
Греческий православный священник

Свяще́нник (в литургическом смысле в Православной церкви синоним слова «иерей») — представитель духовенства, одной из ступеней христианской церковной иерархии, рукополагаемый на священнодействие (совершение таинств) соответственно его чину. В церковно-историческом контексте Ветхого Завета и Евангелий словами священники (первосвященники) могут называться священнослужители древних иудеев.
В качестве собирательного названия представителей современного нехристианского духовенства предпочтительнее множественное число конкретных конфессиональных титулов (раввины, муллы и пр.) либо священнослужители или «духовенство», а для архаических и других языческих культов — жрецы.

## В различных христианских конфессиях

### Православие

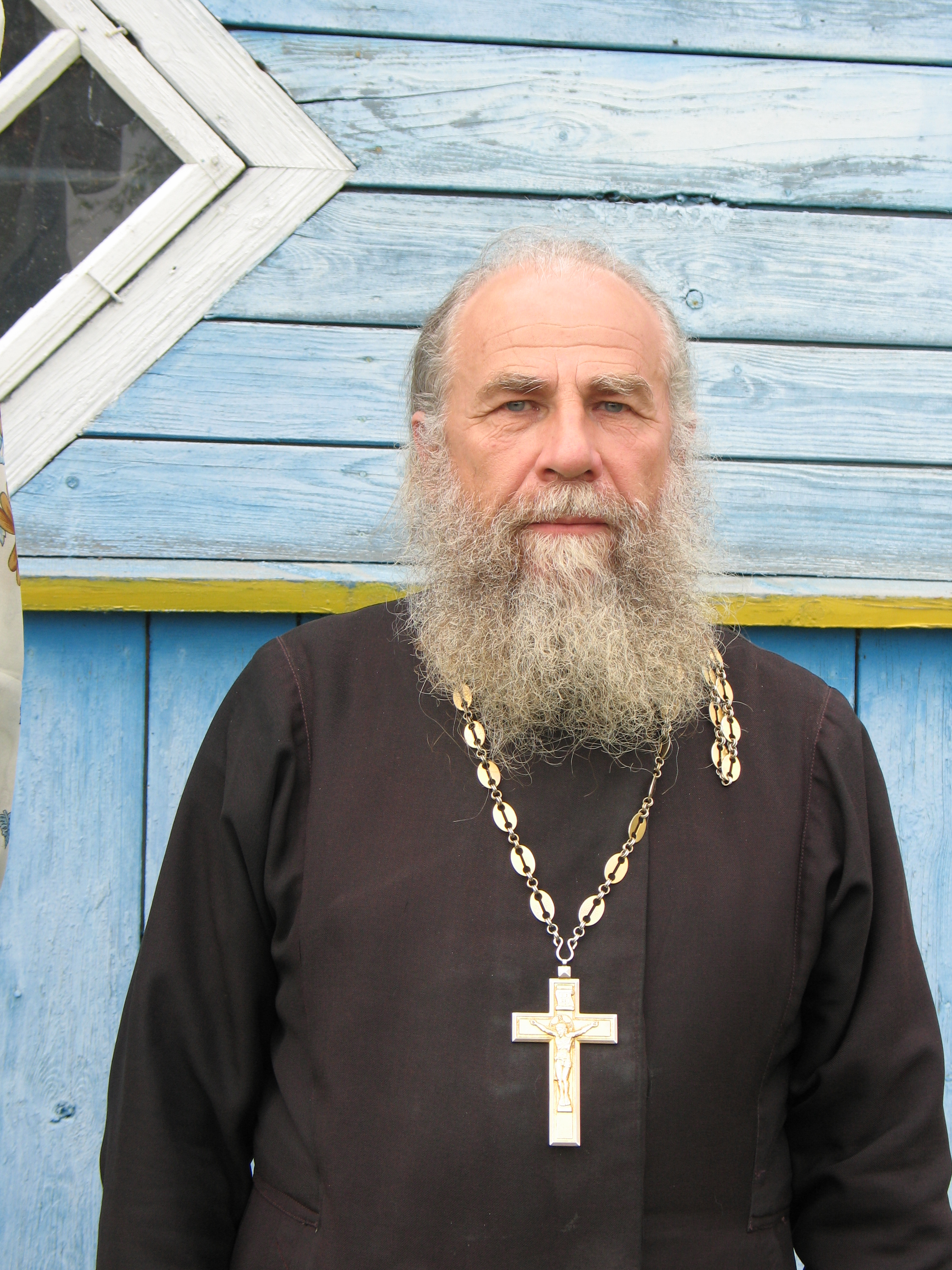
Священник Украинской православной церкви (Московского патриархата)

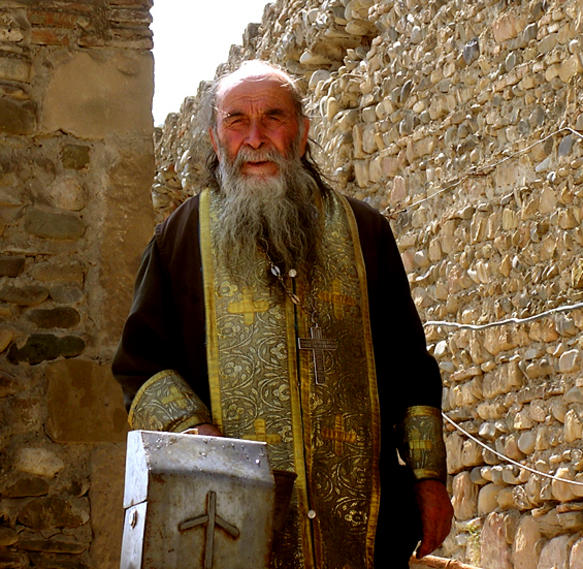
Грузинский православный священник

Священник — священнослужитель второй степени священства. Имеет право совершать богослужения и все таинства, кроме таинства рукоположения. Священник иначе называется иере́ем или пресви́тером (греч. πρεσβυτερος — старейшина (так называется священник в посланиях апостола Павла).
Поставление в священники совершается епископом через рукоположение (хиротонию). Порядок совершения хиротонии во священника находится в Чиновнике архиерейского священнослужения.
К рядовому мирскому священнику или монашествующему священнику (иеромонаху) принято обращаться: «Ваше преподобие». К протоиерею, протопресвитеру, игумену или архимандриту — «Ваше Высокопреподобие». Неофициальное обращение — «отец (Имярек)» или «батюшка». В Русской зарубежной церкви обращение «Ваше преподобие» традиционно относилось к монашествующему, а «Ваше благословение» — к мирскому священнику.
С конца XIX века в России термин «поп» воспринимается как разговорно-просторечный (порой с негативной коннотацией). До 1755—1760 годов слово было общепринятым и официальным званием. Практически всегда термином «поп» обозначается мирской священник. Благодаря деятельности Ивана Панфилова, духовника императрицы Екатерины II, в официальных документах стали использовать слова «священник» и «протоиерей». Слово «поп» возводят к новогреческому языку — «папас». В новогреческом языке имеется также специальное наименование католического священника. Его, как и в русском, называют «Папа», с ударением на первый слог. Жену же мирского священника в новогреческом языке называют «попадья». В подтверждение этой версии историко-этимологический словарь Павел Черных приводит факт, что слово «попадья» пришло в славянские языки из греческого. Среди русских насельников на Афоне слово «поп» часто используется в речи как обиходное обозначение лиц в пресвитерском сане. В атеистической пропаганде в СССР собирательное «попы» могло использоваться в расширенном контексте, соотносясь со всем клиром.

#### Образ православного священника в искусстве
Православный священник — главный герой многих произведений русской классической литературы. Одним из них является «Сказка о попе и о работнике его Балде» А. С. Пушкина. Широкую известность получил образ православного «мирского» священника из романа «Воскресение» Л. Н. Толстого. История непростой жизни провинциального мирского священника представлена в романе Н. С. Лескова «Соборяне».
В множестве советских кинолент, действие которых разворачивается в Российской империи и в более ранние эпохи, православный священник возникал как герой второго плана в сценах церковных ритуалов: венчания, отпевания, а также торжественных служб на Пасху и т. п. Монах-иконописец Андрей Рублёв — главный герой одноимённого фильма Андрея Тарковского. Как участники политических событий, священники предреволюционной России возникают в кадрах фильма «Агония» Элема Климова.
В постсоветское время образ православного священника стал чаще выдвигаться на передний план. Например, главная роль фильма «Остров» режиссёра Павла Лунгина — человек, подобранный монахами на некоем северном острове во время военных действий Великой Отечественной войны. Главный герой фильма «Поп» режиссёра Владимира Хотиненко — православный священник, служащий в оккупированной немцами Псковской области.

### Католицизм
В Католической церкви, как и в Православных церквях, священники являются священнослужителями второй степени священства.

#### Условия рукоположения в священника
Рукоположение в священство в Католической церкви регулируется определёнными канонами. При этом Римско-католическая церковь и каждая церковь из группы Восточных католических церквей имеют свои собственные требования к кандидату к священству, которые могут не совпадать.

##### Римско-католическая церковь

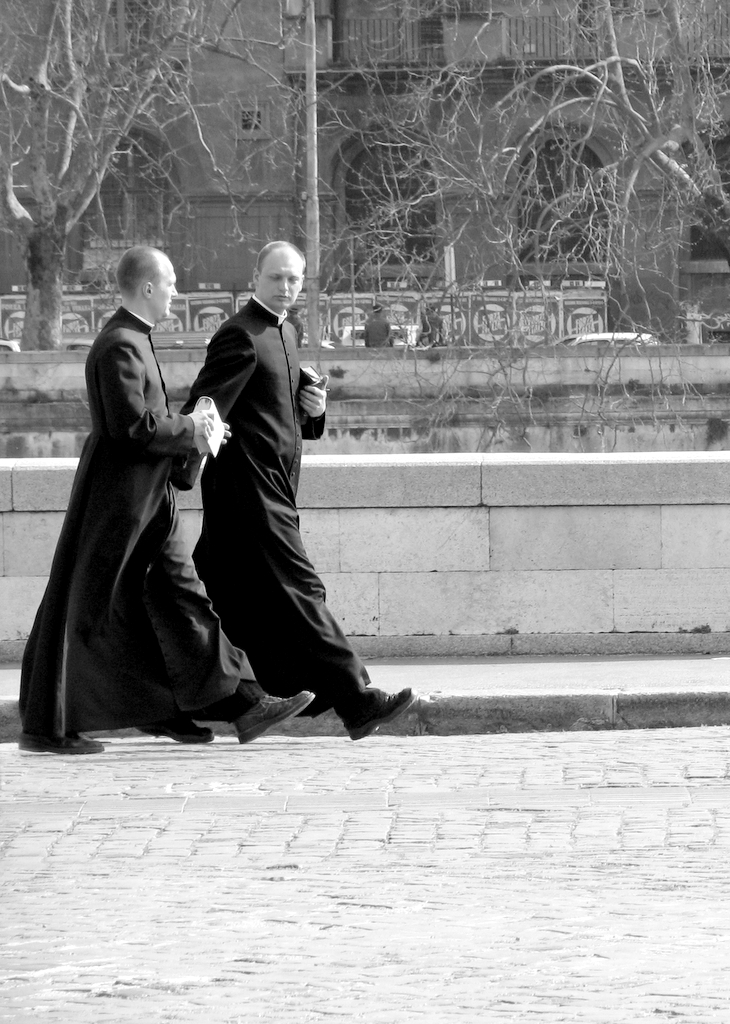
Католические священники латинского обряда

Каноническое право Римско-католической церкви требует перед рукоположением в священство определённое время обучения. Согласно Каноническому праву кандидат должен пройти обучение философии и богословию (каноны 250, 1032). В различных странах местная Конференция католических епископов, учитывая специфические условия, может определять конкретные условия и сроки обучения. В США кандидаты в священство должны закончить четырёхлетний курс философии и пятилетний курс католического богословия, после чего они получают научную степень бакалавра богословия. В Европе от кандидатов требуется иметь четырёхлетний курс обучения, при этом по крайней мере обучение должно проходить в течение четырёх лет в Высшей духовной семинарии. В Африке и Азии существует более гибкая ситуация, когда срок обучения зависит от конкретной ситуации, духовного или возрастного состояния желающего стать священником.
В России в Санкт-Петербурге существует единственная католическая Высшая духовная семинария «Мария — Царица апостолов», где обучаются кандидаты на рукоположение в священника. В настоящее время обучение в этой семинарии в общей сложности составляет шесть лет. В Новосибирске при соборе Преображения Господня действует предсеминария, готовящая кандидатов, желающих поступить в санкт-петербургскую семинарию.
Священник рукополагается епископом. Рукоположение кандидата в сан священника регулируется предварительными требованиями, которые указаны в канонах 1024—1039 Кодекса канонического права Римско-католической церкви. Священником может быть только крещённый мужчина (канон 1024), принявший таинство миропомазания (канон 1033). Кандидат должен иметь определённые документы и пройти определённую проверку. В частности, кандидат должен «обладать должной свободой и его нельзя принуждать» (канон 1026), о чём должно свидетельствовать поданное им рукописное заявление (канон 1036) с просьбой допустить его к принятию священнического сана (канон 1036). Он должен пройти определённую подготовку и знать обязанности, проистекающие от его рукоположения (канон 1027—1029). Священство может принять мужчина, достигший 25 лет (канон 1031). Кандидат должен пройти пятилетний курс обучения философии и богословию (канон 1032). Необходимо согласие епископа или монашествующего начальства инкардинировать определённого кандидата в священника (канон 1034). Кандидат перед рукоположением должен пройти духовные упражнения хотя бы в течение пяти дней (канон 1039).
Существуют некоторые препятствия к принятию таинства рукоположения в сан священника. Эти препятствия могут быть постоянными или временными. Препятствия к таинству священства описаны в канонах 1040—1042. От постоянных препятствий при определённых условиях может освободить только Римский папа.
Постоянные препятствия:

1. тот, кто страдает той или иной формой умственного расстройства или другой психической болезнью, вследствие которой он, по мнению экспертов, считается неспособным к надлежащему исполнению служения;
2. тот, кто совершил преступление вероотступничества, ереси или схизмы;
3. тот, кто попытался вступить в брак, пусть даже только гражданский, либо сам связан брачными узами, священным саном или вечным публичным обетом целомудрия, либо замышляя брак с женщиной, состоящей в действительном браке или связанной таким же обетом;
4. тот, кто совершил умышленное убийство или аборт с воспоследовавшим результатом — а также все те, кто в этом позитивно участвовал;
5. тот, кто совершил акт власти рукоположения, право на который сохраняется за лицами, состоящими в епископском или пресвитерском сане, если при этом виновный либо не имеет такого сана, либо подпадает под запрет осуществлять священнослужение в силу объявленного или наложенного канонического наказания.

Временные препятствия:

1. женатый мужчина;
2. тот, кто исполняет такую должность или осуществляет такую руководящую работу, которая запрещена клирикам по нормам канонов 285 (публичные должности, предполагающие участие в осуществлении гражданской власти — прим.) и 286 (коммерческая деятельность — прим.) и за которую он должен отчитываться — до тех пор, пока он не освободится, уволившись с этой должности или руководящей работы и отчитавшись в их исполнении;
3. новокрещённый — за исключением того случая, если он, по суждению ординария, уже был в достаточной мере испытан.

Перед непосредственным рукоположением кандидата настоятель прихода, к которому приписан кандидат, даёт объявление, призывающее верующих сообщить настоятелю об известных препятствиях.

#### Общие сведения

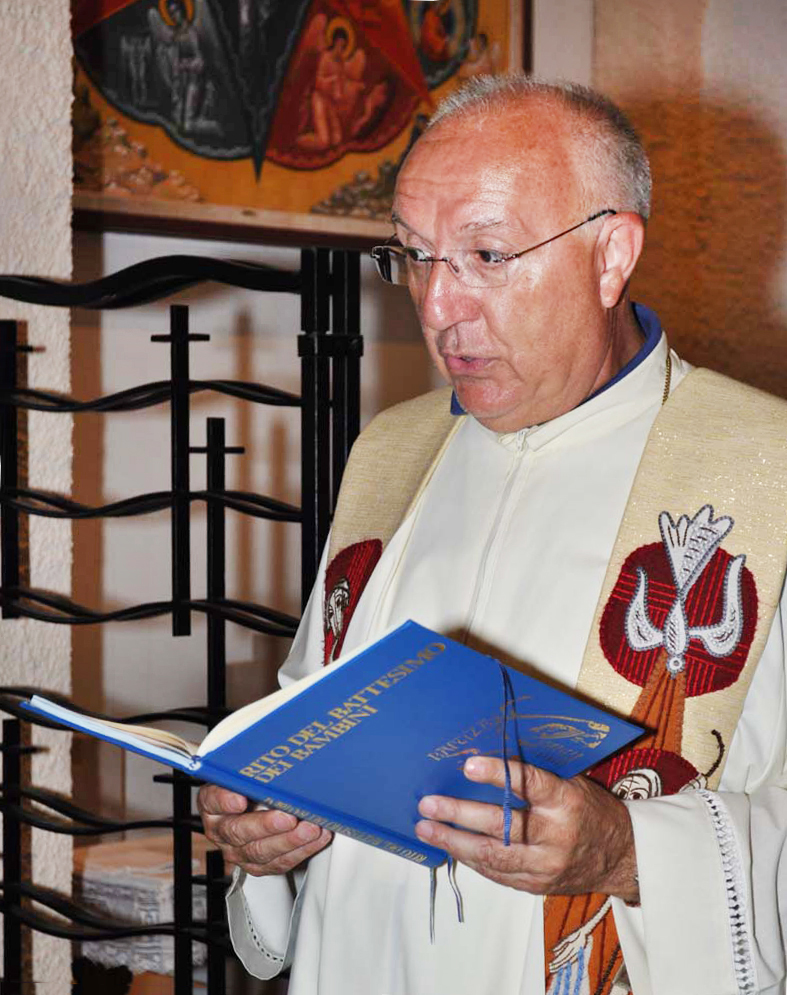
Католический пресвитер за совершением таинства крещения

Католический священник латинского обряда имеет право совершать пять таинств из семи, за исключением таинства священства (хиротонии) и таинства миропомазания (его священник имеет право совершать лишь с разрешения епископа диоцеза, в котором он инкардинирован).
В отличие от Православной церкви, Римско-католическая церковь учит, что законно рукоположённый священник не может быть извергнут из сана, потому что он получает при рукоположении так называемую «неизгладимую печать» священства, которая сохраняется у священника вне зависимости от его воли или воли других лиц (в том числе и Римского папы). Священник может быть запрещён или временно отстранён по различным причинам в своём служении, но при этом священство у него сохраняется. Запрещённый или отстранённый от совершения богослужения священник может совершать таинство исповеди в случае обращения к нему верующего, находящегося под угрозой смерти.
Как и в православии, священники делятся на монашествующих (чёрное духовенство) и епархиальных священников (белое духовенство). В латинском обряде католической церкви для всех священников установлен целибат, в восточнокатолических церквях безбрачными обязаны быть только монахи и епископы. Священники могут состоять в законном браке только в том случае, если он заключен до их рукоположения. Повторно вступать в брак (например, по смерти жены) священники не могут.
Кроме самого многочисленного латинского обряда в Католической церкви существуют обряды Восточных церквей. Католические священники в Католической церкви могут быть биритуальными (двухобрядными), то есть проводить богослужения в латинском и в одном из восточных обрядов.
К священнику принято обращаться «отец (Имярек)».
Традиционной одеждой всех священников является сутана с поясом и воротник-колоратка, которая также употребляется в облегчённом варианте как вставка в воротник чёрной или иного цвета сорочки. Цвет сутаны зависит от степени клирика. Литургическое одеяние священника включает в себя альбу, орнат (называемый также казула) и столу.
По учению Католической церкви, любой верующий в силу таинства крещения обладает так называемым всеобщим священством и может совершать в особых условиях и при соблюдении определённой устной формы и наличии воды таинство крещения.

#### Некоторые другие терминологические обозначения
Во Франции термин «кюре» обозначает приходского священника. Слово аббат (фр. Abbé) используется в двойном смысле, как синоним священника и как настоятеля аббатства.

### Древневосточные христианские церкви

#### Армянская апостольская церковь

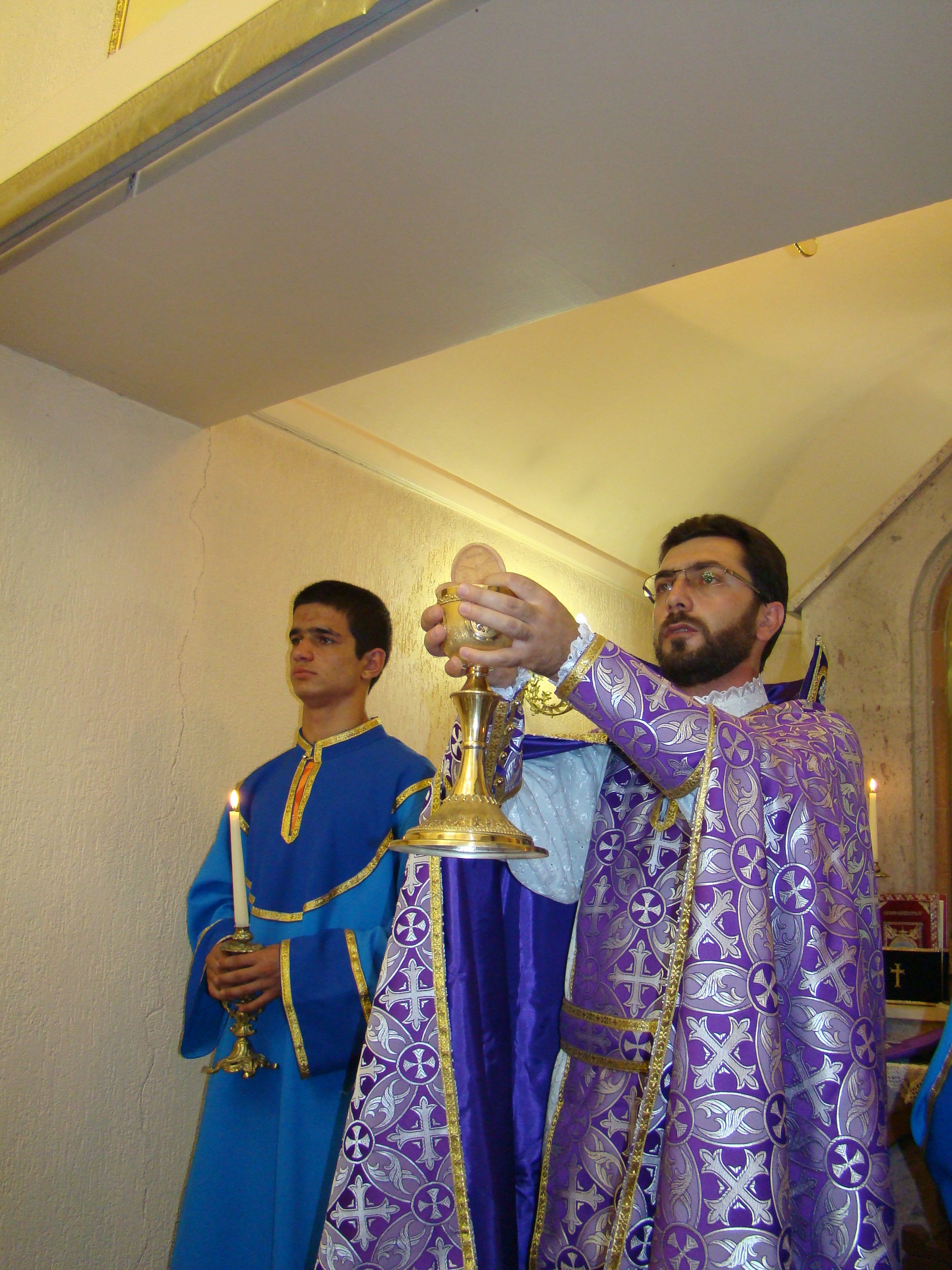
Священник (справа) и дпир Армянской апостольской церкви

Армянская апостольская церковь — одна из древнейших христианских церквей, принадлежащая группе дохалкидонских Древневосточных православных церквей. ААЦ получила особое развитие с IV в., когда христианство стало государственной религией Великой Армении, и имеет ряд особенностей в догматике и обряде, отличающих её как от византийского православия, так и римского католицизма. В богослужении церковь использует армянский обряд.
В отличие от греческой трёхчастной (епископ, священник, диакон) системы духовных степеней иерархии, в Армянской церкви существует пять духовных степеней.
1. Католикос (Епископоначальник) имеет абсолютные полномочия совершать таинства, в том числе и хиротонию всех духовных степеней иерархии, в том числе епископов и католикосов. Рукоположение и миропомазание епископов совершается в сослужении двух епископов. Миропомазание католикоса совершается в сослужении двенадцати епископов.
2. Епископ и архиепископ отличаются от католикоса некоторой ограниченностью полномочий. Епископ может рукополагать и миропомазывать священников, но не может самостоятельно рукополагать епископов, а лишь сослужит католикосу в епископской хиротонии. При избрании нового католикоса двенадцать епископов миропомазуют его, возводя в духовную степень.
3. Священник и архимандрит совершают все таинства, кроме хиротонии.
4. Диакон сослужит в таинствах.
5. Дпир — низшая духовная степень, получаемая в епископском рукоположении. В отличие от диакона не читает Евангелие на литургии и не подносит литургическую чашу.

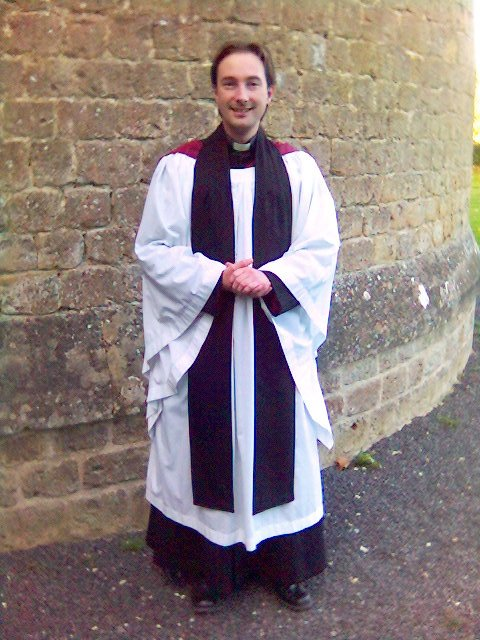
Священник англиканской церкви

### Протестантизм
В целом протестантизм (за исключением англиканства) характеризуется более демократичным устройством общин по сравнению с католицизмом и православием. Во главе церковной общины стоят старейшины (пресвитеры), избираемые из светских членов общины, и проповедники, обязанности которых не были связаны со священнической деятельностью, а являются лишь службой (лат. ministerium; отсюда их название — министранты). Пресвитеры и министранты являются частью консистории. Консистория же является коллегиальным органом управления в церкви, в обязанности которого входит решение всех насущных вопросов и проблем прихожан, их веры и жизни самой церкви. В протестантизме упразднён институт монашества и монастырей.
У квакеров все члены общины выполняют роль священников, а если и есть пастор, то он (она) лишь исполняет роль проповедника.

#### Лютеранство
В теологии Евангелическо-лютеранская церковь исходит из догмата «Священства всех верующих» на основании слов Священного Писания: «Но вы — род избранный, царственное священство, народ святой, люди взятые в удел, дабы возвещать совершенства Призвавшего вас из тьмы в чудный Свой свет» (1-е Петра 2:9). Таким образом, по учению лютеран, все верующие являются священниками, получающими всю необходимую благодать от Бога при крещении.
Однако в связи с требованиями внешнего порядка в лютеранских общинах существуют люди, призванные для публичной проповеди и совершения таинств — пасторы (Аугсбурское исповедание, XIV). Пастор призывается церковью через обряд рукоположения. Призвание подразумевает, что пастор обладает способностями и получил достаточные знания и умения для проповеди Евангелия в чистоте и совершения таинств согласно Евангелию. Рукоположение рассматривается как обряд благословения будущего пасторского служения, при этом не идёт речи ни о какой «дополнительной» благодати, человек получает все духовные дары при крещении.
В случаях, если по той или иной причине в общине нет пастора, его обязанности исполняет проповедник или лектор. Проповедник должен иметь определенное теологическое образование и имеет право сам составлять проповеди, которые он читает. Лектор такого права не имеет.

## Иудаизм

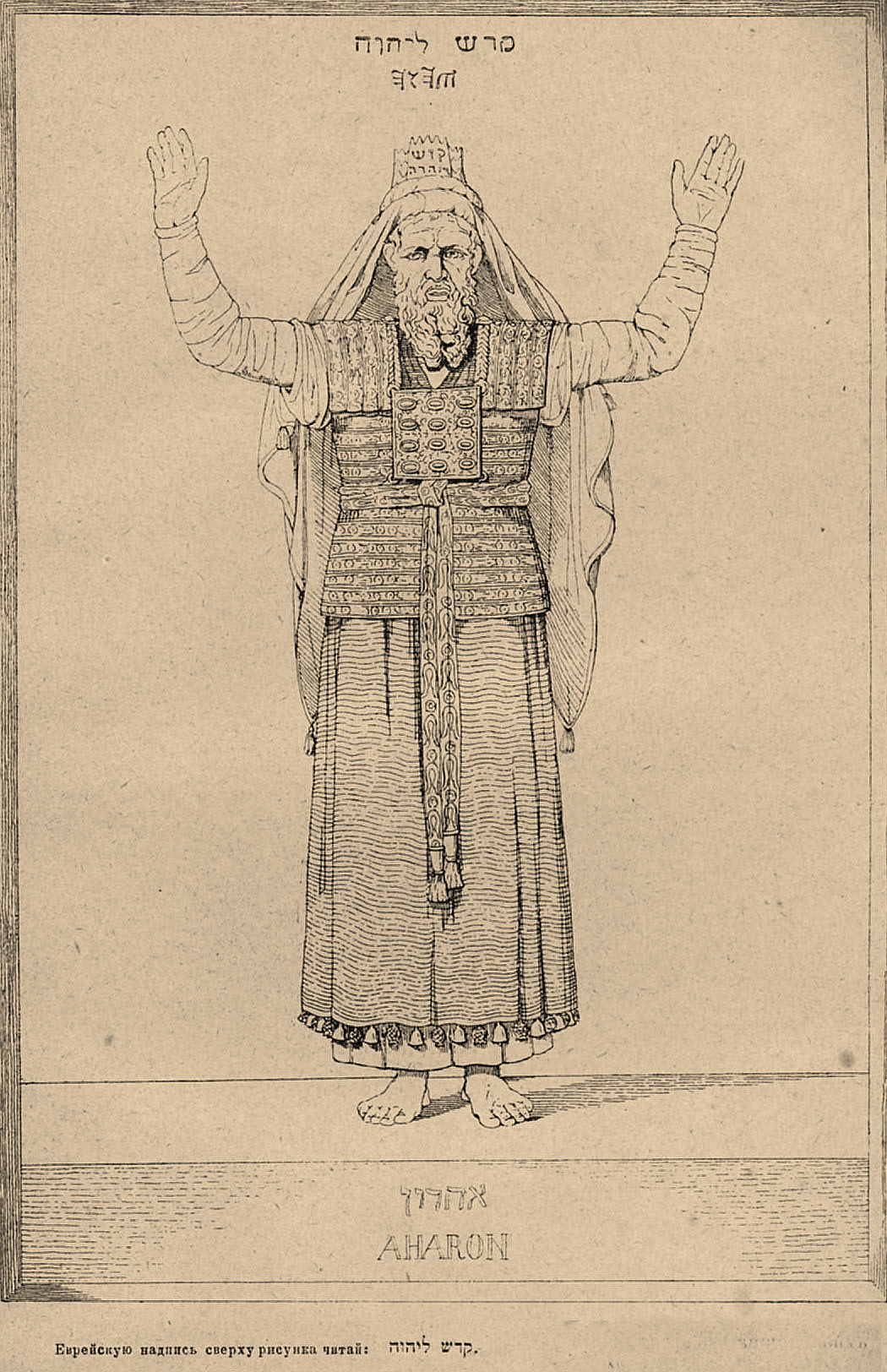
Реконструкция предположительной позы Аарона при библейском благословении,
рисунок из энциклопедии Брокгауза и Эфрона

Имеет особое значение в историческом иудаизме. В древней Иудее священство произошло от Аарона, старшего брата Моисея. Согласно Пятикнижию, священство было установлено самим Богом. В Исх. 30:22—25 описан обряд приготовления Моисеем специального мира для помазания во священство. Священники отвечали за проведение богослужений в Храме, во время которых приносились различные жертвы. После разрушения Храма священническое служение прекратилось.
В настоящее время в иудаизме функции кохенов невелики, а левитов вовсе отсутствуют. Ортодоксальный иудаизм считает кохенов резервом для восстановления будущего священства, когда будет восстановлен Храм.

## Ислам

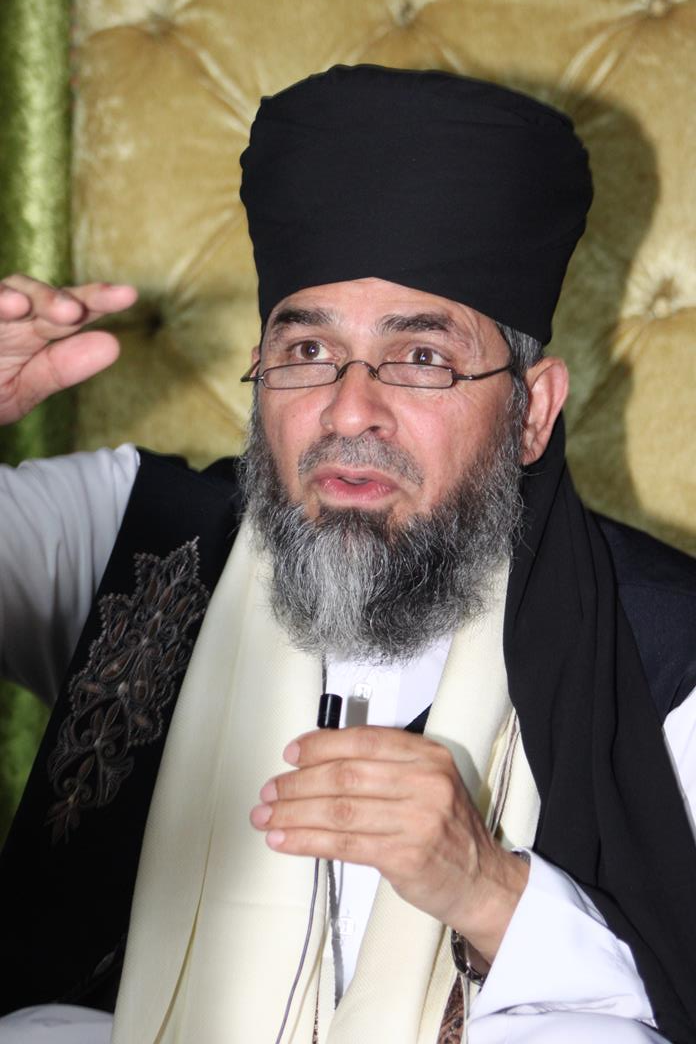
Муфтий-матурид

Исламское духовенство — условный термин, применяемый для обозначения совокупности лиц, выполняющих в исламе функции организации культа и разработки догматической и религиозно-правовой доктрины. В исламе (за исключением шиизма) нет института церкви, служащего посредником между верующими и Богом и особого духовного сословия, обладающего Божественной благодатью. Поэтому среди мусульман теоретически любой совершеннолетний мужчина, обладающий достаточным знанием и морально-нравственным авторитетом, с согласия верующих может руководить религиозной жизнью мечетского общества без специальной процедуры посвящения в сан, не приобретая при этом никаких социальных привилегий. Чаще всего под термином «исламское духовенство» обозначаются «учёные» (араб. улама) — знатоки богословия, историко-религиозного предания и этико-правовых норм ислама. В понятие «улама» включают богословов (улемы, муджтахиды), правоведов (факихи), а также практических деятелей, специализирующихся на религиозно-общественных функциях — мулла, муэдзин, кади, преподаватели мектебов, медресе и т. д.
Корпоративный дух улама получил развитие лишь в пределах Османского государства и державы Сафавиды. Здесь в XVI—XVIII веках при поддержке государства сложился корпус «людей религии» (риджал ад-дин), тесно взаимодействующий с государственным аппаратом.